# Jan Jeník z Bratřic

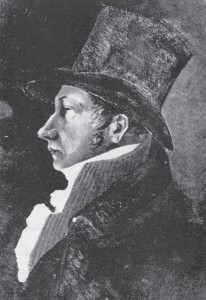
Jan Jeník z Bratřic, 1820

Jan Jeník z Bratřic (* 6. Januar 1756 in Radvanov; † 26. August 1845 in Prag) war ein tschechischer Historiker.

## Leben
Jeník z Bratřic war ein Nachkomme des Rittergeschlechts der Herren Radvanov na Vožicku (deutsch Radvanov auf Woschitz). Als Achtjähriger begann er mit seinem Studium am von Jesuiten verwalteten Seminar des Hl. Wenzel in Prager Altstadt. Mit 17 Jahren wählte der studierte Philosoph und Jurist den Militärdienst. Er kam in großen Teilen Europas herum, kämpfte gegen Türken und Franzosen, wurde dabei oft verwundet, darunter erlitt er 1796 bei Limburg eine schwere Verletzung.
Nach Beendigung seiner militärischen Laufbahn war er ein gern gesehener Gast in patriotischen Zirkeln in Prag.
Er begann bereits Mitte der 90er Jahre, als er noch im Militärdienst war, mit der historischen Aufbereitung der böhmischen Geschichte, indem er Dokumente sammelte, aus denen er mehrbändige Werke schuf. In einer der Sammlung befindet sich auch die erste Liedersammlung der Tschechen. Später spezialisierte er sich auf die Sammlung von Volksliedern, die nach eigenen Angaben „die unverfälschte Natur des Volkes wiedergibt“.

## Werke
Jenik z Bratric hinterließ 24 Bände und zahlreiche Handschriften sowie ein Band seiner Erinnerungen, die detailliert das Leben in Böhmen zu Beginn des 19. Jahrhunderts widerspiegelt.